# 2010年澳洲網球公開賽
2010年澳洲網球公開賽將會是2010年舉行的第一項網球大滿貫賽事，也是第98屆澳洲網球公開賽。比賽場地類型為室外硬地球場。舉辦地點將會設在墨爾本公園球場。舉辦日期是2010年1月18日至1月31日。

## 賽事焦點

### 1月18日
第14種子玛丽亚·莎拉波娃在首圈出局，是她2003年溫網以來職業生涯以來最差的一次。

### 1月19日
連續三次在大滿貫有好表現的羅賓·索德林苦戰五局下首圈出局。

### 1月20日
耶莲娜·德门蒂耶娃在第二圈不敵前世界第一賈斯汀·海寧而出局。中國女將鄭潔逆轉擊敗马丁内斯·桑切斯晉級第三圈。

### 1月21日
大衛·費拿在第二圈負於2006年澳網單打亞軍马科斯·巴格达蒂斯。

### 1月22日
復出的比利時球手贾斯汀·海宁首次面對種籽球手阿丽莎·克莱班诺娃，最終反勝對手晉級。去年美網奪冠的金·克萊斯特爾斯爆冷被狀態奇佳的娜佳·彼得罗娃直落二盤擊敗。中國女將鄭潔再度逆轉擊敗巴托莉晉級第四圈。耶萊娜·揚科維奇在第三圈遭到阿廖娜·邦达连科以直落二盤擊敗。

### 1月23日
另一位中國女將李娜擊敗種籽球手汉图霍娃晉級第四輪。

### 1月24日
第三種籽的斯韦特兰娜·库兹涅佐娃在第四圈被娜佳·彼得罗娃淘汰出局。去年美網冠軍胡安·馬丁·德爾波特羅在第四圈遭到馬林·西利奇淘汰出局。贾斯汀·海宁擊敗同胞雅尼婭·維克梅耶爾晉級八強。中國女將鄭潔直落二盤擊敗阿廖娜·邦達連科晉級八強。安迪·羅迪克戰足五局擊敗费尔南多·冈萨雷斯。

### 1月25日
另一位中國女將李娜擊敗第四種籽禾絲妮雅琪晉級八強。

### 1月26日
女子單打
外卡球手贾斯汀·海宁再過一關，擊敗娜佳·彼得罗娃率先晉身四強。另一場女單鄭潔輕鬆擊敗玛丽亚·基里连科。
男子單打
安迪·羅迪克對馬林·西利奇，雙方鬥足五盤，西利奇成功勝出。拉斐爾·拿度因為腕傷在第三盤輸給對手0-3時退出，安迪·梅利晉身四強。

### 1月27日
女子單打
李娜在先落後2-6的情況下以7-6(4)及7-5反勝對手維納斯·威廉絲晉級。而第一種籽莎蓮娜·威廉絲在失掉一盤，第二盤0-4落後下，連扳五局最終以搶七局拿下，第三盤以6-2反勝七號種籽维多利亚·阿扎伦卡。
男子單打
尼古莱·达维登科在先勝一盤下被羅傑·費德勒反勝三盤被淘汰。而另一場賽事上演2008年決賽翻版，諾華克·祖高域對若-威尔弗里德·特松加，特松加在第四盤落後對手二盤的情況下，掌握對手身理狀況不佳下，最後連拿二盤6-3, 6-1反勝對手。

### 1月28日
女子單打
莎蓮娜·威廉絲在兩局決勝局把握較好，擊敗李娜。贾斯汀·海宁先失一局下，連贏12局，以6-1及6-0輕取鄭潔。
男子單打
安迪·穆雷以總盤數3-1擊敗馬林·西利奇。
男子雙打
第一種籽鲍勃·布赖恩及迈克·布赖恩及第二種籽組合丹尼尔·内斯特及内纳德·齐莫尼奇均順利晉身決賽。
女子雙打
與男子雙打一樣，同樣是由第一種籽對第二種籽。

### 1月29日
女子雙打
威廉絲姊妹組合直落兩盤擊敗卡拉·布莱克及莉泽尔·许贝尔組合，奪得第四個澳網雙打冠軍。
男子單打
費達拿輕鬆解決特松加晉身決賽。

### 1月30日
女子單打
莎蓮娜·威廉絲激戰三盤後擊敗外卡球手海寧。
男子雙打

### 1月31日
混合雙打
男子單打
費德勒與穆雷在第三盤決勝局爭持激烈，費德勒雖然處於劣勢，但是反擊成功，在決勝局以13:11勝出，奪得第16個大滿貫冠軍。

## 各項賽事

### 成年組

#### 男子單打
決賽： 羅傑·費德勒 擊敗  安迪·穆雷 （6-3, 6-4, 7-611）
羅傑·費德勒奪得職業生涯第4座澳網單打冠軍與第16座大滿貫單打錦標，也是第62座單打冠軍。

#### 女子單打
決賽： 莎蓮娜·威廉絲 擊敗  贾斯汀·海宁（6-4、3-6、6-2）
莎蓮娜·威廉絲奪得職業生涯第5座澳網單打冠軍與第12座大滿貫單打錦標，也是第36座單打冠軍。

#### 男子雙打
決賽： 鲍勃·布赖恩 /  迈克·布赖恩 擊敗  丹尼尔·内斯特 /  内纳德·齐莫尼奇 6-3、6-7、6-3

#### 女子雙打
決賽： 莎蓮娜·威廉絲 /  維納斯·威廉絲
擊敗  卡拉·布莱克 /  莉泽尔·许贝尔 6-4、6-3

#### 混合雙打
決賽： 卡拉·布莱克 /  利安德·帕斯  擊敗  葉卡捷琳娜·馬卡洛娃 /  雅羅斯拉夫·萊溫斯基（7-5、6-3）

### 少年組

#### 少年男子單打
決賽：  Tiago Fernandes 擊敗  Sean Berman 7-5、6-3

#### 少年男子雙打
決賽： Justin Eleveld /  Jannick Lupescu 擊敗  凯文·克拉维茨 /  Dominik Schulz 6-4、6-2

#### 少年女子單打
決賽： Karolína Plíšková 擊敗  勞拉·羅布森 6-1、7-6（5）

#### 少年女子雙打
決賽： Jana Cepelová /  Chantal Škamlová 擊敗  Tímea Babos /  加布里埃拉·达布罗斯基 7–6(1)、6–2

### 輪椅組

#### 輪椅男子單打
決賽： 國枝慎吾 擊敗  斯特凡纳·乌代 7-6（3）、2-6、7-5

#### 輪椅男子雙打
決賽： 斯特凡纳·乌代 /  國枝慎吾 擊敗  迈克尔·舍费尔斯 /  Robin Ammerlaan 6-4、6-2

#### 輪椅混合單打
決賽： Peter Norfolk 擊敗  戴维·瓦格纳 6-2、7-6（4）

#### 輪椅女子單打
決賽： Korie Homan 擊敗  Florence Gravellier 6-2、6-2

#### 輪椅女子雙打
決賽： Florence Gravellier /  阿妮克·范库特 對  Lucy Shuker /  Daniela Di Toro 6-3、7-6(2)

#### 輪椅混合雙打
決賽： Nicholas Taylor /  戴维·瓦格纳 擊敗  Peter Norfolk /  Johan Andersson 6–2、7–6(5)

## 種籽球手
已退賽種籽球手：保羅-亨利·馬蒂厄、大衛·納班迪安
| 1. 羅傑·費德勒（冠軍） 2. 拉斐爾·拿度（八強、右腕受傷） 3. 諾華克·祖高域（八強） 4. 胡安·馬丁·德爾波特羅（第四圈） 5. 安迪·梅利（決賽） 6. 尼古莱·达维登科（八強） 7. 安迪·羅迪克（八強） 8. 羅賓·索德靈（第一圈） 9. 费尔南多·沃达斯科（第四圈） 10. 若-威尔弗里德·特松加（四強） 11. 费尔南多·冈萨雷斯（第四圈） 12. 加埃爾·蒙菲爾斯（第三圈） 13. 拉德克·斯泰潘內克（第一圈） 14. 馬林·西利奇（四強） 15. 吉勒·西蒙（左膝受傷） 16. 托米·罗布雷多（第一圈） 17. 大衛·費拿（第二圈） 18. 托米·哈斯（第三圈） 19. 斯坦尼斯拉斯·瓦夫林卡（第三圈） 20. 米哈伊尔·尤日尼（第三圈、右腕受傷） 21. 托马什·贝尔迪赫（第二圈） 22. 莱顿·休伊特（第四圈） 23. 胡安·卡洛斯·费雷罗（第一圈） 24. 伊万·柳比西奇（第三圈） 25. 薩姆·奎里（第一圈） 26. 尼古拉斯·阿爾瑪格羅（第四圈） 27. 菲利普·科爾施賴伯（第三圈） 28. 于尔根·梅尔泽（第一圈） 29. 維克托·特羅伊茨基（第二圈） 30. 胡安·摩納哥（第三圈） 31. 阿爾伯特·蒙塔涅斯（第三圈） 32. 熱雷米·夏爾迪（第一圈） 33. 約翰·伊斯內爾（第四圈） | 1. 莎蓮娜·威廉絲（冠軍） 2. 迪娜拉·萨芬娜（第四圈、背部受傷） 3. 斯韦特兰娜·库兹涅佐娃（第四圈） 4. 卡露蓮·禾絲妮雅琪（第四圈） 5. 耶莲娜·德门蒂耶娃（第二圈） 6. 維納斯·威廉絲（八強） 7. 维多利亚·阿扎伦卡（八強） 8. 耶萊娜·揚科維奇（第三圈） 9. 薇拉·兹沃纳列娃（第四圈） 10. 阿格涅什卡·拉德萬斯卡 11. 玛丽恩·巴托莉（第三圈） 12. 弗拉维娅·佩内塔（第二圈） 13. 萨曼莎·斯托瑟（第四圈） 14. 玛丽亚·莎拉波娃（第一圈） 15. 金·克莱斯特尔斯（第三圈） 16. 李娜（四強） 17. 弗蘭切斯卡·斯基亞沃內（第四圈） 18. 維吉妮·拉扎諾（第一圈） 19. 娜佳·彼得罗娃（八強） 20. 安娜·伊萬諾維奇（第二圈） 21. 萨比娜·利斯基（第二圈） 22. 达妮埃拉·汉图霍娃（第三圈） 23. 多米尼卡·齐布尔科娃（第一圈） 24. 玛丽亚·何塞·马丁内斯·桑切斯（第二圈） 25. 安娜貝爾·梅迪娜·加里格斯（第一圈） 26. 阿拉瓦內·雷扎伊（第二圈） 27. 阿丽莎·克莱班诺娃（第三圈） 28. 葉連娜·韋斯寧娜（第一圈） 29. 莎哈爾·佩爾（第三圈） 30. 卡捷琳娜·邦达连科（第二圈） 31. 阿廖娜·邦达连科（第四圈） 32. 卡拉·蘇亞雷斯·拿華路（第三圈） |

## 獎金
所有獎金以澳幣為計算單位 (AUD); 雙打獎金由搭擋兩人均分。
| - 冠軍: $2,100,000 - 亞軍: $1,050,000 - 四強: $400,000 - 八強: $200,000 - 第四輪: $89,000 - 第三輪: $52,000 - 第二輪: $31,500 - 第一輪: $19,500 | - 冠軍: $450,000 - 亞軍: $225,000 - 四強: $112,000 - 八強: $55,400 - 第三輪: $31,245 - 第二輪: $17,035 - 第一輪: $9,585 | - 冠軍: $134,460 - 亞軍: $67,230 - 四強: $33,615 - 八強: $15,490 - 第二輪: $7,745 - 第一輪: $3,755 |